# Prolycosides amblygyna
Espèce
Synonymes
- Lycosa amblygyna Mello-Leitão, 1942

Prolycosides amblygyna est une espèce d'araignées aranéomorphes de la famille des Lycosidae.

## Distribution
Cette espèce est endémique de la province de Santiago del Estero en Argentine,. Elle se rencontre vers Colonia Dora.

## Description
La femelle holotype mesure 13,5 mm.

## Systématique et taxinomie
Cette espèce a été décrite sous le protonyme Lycosa amblygyna par Mello-Leitao en 1942. Elle est placée dans le genre Prolycosides  par Roewer en 1955.

## Publication originale
- Mello-Leitao, 1942 : « Arañas del Chaco y Santiago del Estero. » Revista del Museo de La Plata, Nueva serie, Zoología, vol. 2, p. 381-426.